# Paradoja de Galileo
La paradoja de Galileo es una demostración de una de las propiedades de los conjuntos infinitos. El carácter paradójico se da por poner en entredicho el principio de que el todo es mayor que cualquiera de sus partes.
En su último trabajo científico, Dos nuevas ciencias, Galileo Galilei hizo dos afirmaciones aparentemente contradictorias acerca de los números enteros positivos. Primero, algunos números tienen la propiedad de ser un cuadrado perfecto (esto es, el cuadrado de un entero, desde ahora llamado simplemente cuadrado), mientras que otros no la tienen. Por ello, el conjunto de todos los números, incluyendo tanto a los cuadrados como a los no cuadrados, tiene que ser mayor que el conjunto de los cuadrados. Sin embargo, por cada cuadrado hay exactamente un número que es su raíz cuadrada, y por cada número hay exactamente un cuadrado. Por lo tanto, no puede haber más de un tipo que de otro. Este es uno de los primeros ejemplos, aunque no el primero, de demostración a través de una función biyectiva.
En sus célebres «Diálogos» Galileo llegó a la conclusión de que los conceptos de menor, igual y mayor sólo se aplicaban a conjuntos finitos, y no tenían sentido aplicados a conjuntos infinitos. En el siglo XIX, Georg Cantor, usando los mismos métodos, demostró que a pesar de que el resultado de Galileo era correcto si se aplicaba a los números enteros, o incluso a los racionales, la conclusión general no era cierta: algunos conjuntos infinitos son mayores que otros, en el sentido de que no se pueden relacionar en una correspondencia biunívoca. No obstante, es notable que Galileo haya demostrado que el número de puntos en un segmento es el mismo que en un segmento algo mayor, aunque, por cierto, no llegó a la demostración de Cantor sobre la existencia de varios infinitos ni al concepto de número transfinito. En esa época Galileo estaba indicando las contradicciones en las paradojas de Zenón para abrir camino a su teoría matemática del movimiento. 